# Minitab
Minitab là phần mềm thống kê ứng dụng được phát triển ở Đại học Pennsylvania bởi Barbara F. Ryan, Thomas A. Ryan, Jr. và Brian L. Joiner năm 1972. Minitab là phiên bản thu gọn của phần mềm OMNITAB, phần mềm phân tích thống kê của NIST.
Từ thành công của phần mềm này, những người phát triển phần mềm đã sáng lập ra công ty Minitab Inc. vào năm 1983. Công ty này đặt trụ sở chính tại đại học Pennsylvania, có chi nhánh tại Coventry, Anh (Minitab Ltd.), Paris, Pháp (Minitab SARL) và Sydney, Úc (Minitab Pty.), đồng thời duy trì mạng lưới bán lẻ và văn phòng đại diện tại các nước khác.
Ngày nay, Minitab được sử dụng khi áp dụng hệ thống 6 sigma và các phương pháp cải tiến quá trình khác sử dụng các công cụ thống kê. Theo số liệu của công ty, Minitab được sử dụng tại hơn 4.000 trường đại học và cao đẳng trên thế giới và là phần mềm hàng đầu ứng dụng trong việc giảng dạy.

## Nghiên cứu thêm
- Brook, Quentin (2010). Lean Six Sigma and Minitab: The Complete Toolbox Guide for All Lean Six Sigma Practitioners (ấn bản thứ 3). United Kingdom: OPEX Resources Ltd. ISBN 978-0-ngày 94 tháng 6 năm 6813. {{Chú thích sách}}: Kiểm tra giá trị |isbn=: ký tự không hợp lệ (trợ giúp)
- Meyer, Ruth K. (2004). A Minitab Guide to Statistics. David D. Krueger (ấn bản thứ 3). Upper Saddle River, NJ: Prentice-Hall Publishing. ISBN 978-0-13-149272-1.
- Hardwick, Colin (2013). Practical Design of Experiments: DoE Made Easy! (ấn bản thứ 1). United Kingdom: Liberation Books Ltd. ISBN 978-1482760996.
- "Minitab Statistical Software Features - Minitab." Software for Statistics, Process Improvement, Six Sigma, Quality - Minitab. N.p., n.d. Web. 11 Apr. 2011.<http://www.minitab.com/en-US/products/minitab/features/>.
- Groebner, David F., Mark L. Berenson, David M. Levine, Timothy C. Krehbiel, and Hang Lau. Applied management statistics. Custom ed. Boston, MA: Pearson Custom Publishing/Pearson/Prentice Hall, 2008. Print